# Hyperia medusarum
Hyperia medusarum är en kräftdjursart som först beskrevs av Otto Friedrich Müller 1776.  Hyperia medusarum ingår i släktet Hyperia och familjen Hyperiidae. Artens status i Sverige är: .

## Underarter
Arten delas in i följande underarter:
- H. m. hystrix
- H. m. medusarum